# Rodem z policji
Rodem z policji (ang. Family of Cops) – kanadyjsko-amerykański telewizyjny dreszczowiec z 1995 roku w reżyserii Teda Kotcheffa. Zdjęcia kręcono w Milwaukee.

## Obsada
- Charles Bronson – Paul Fein
- Cynthia Belliveau – Melanie Fein
- Kim Weeks – Anna Meyer
- Daniel Baldwin – Ben Fein
- Lesley-Anne Down – Anna Novacek
- John Vernon – Frank Rampola
- Simon MacCorkindale – Adam Novacek
- Sebastian Spence – Eddie Fein
- Kate Trotter – dziewczyna Eddiego
- Angela Featherstone – Jackie Fein